# Priestleya
Genre
Synonymes
- Liparia L. (préféré par BioLib)[2]

Priestleya est un genre de plantes à fleurs dicotylédones de la famille des Fabaceae, sous-famille des Faboideae, originaire d'Afrique du Sud, qui comprend une quinzaine d'espèces acceptées. Certains auteurs considèrent ce genre comme synonyme de Liparia,.

## Liste d'espèces
Selon The Plant List (20 novembre 2018) :
- Priestleya angustifolia Eckl. & Zeyh.
- Priestleya calycina L.Bolus
- Priestleya capitata (Thunb.) DC.
- Priestleya graminifolia DC.
- Priestleya hirsuta (Thunb.) DC.
- Priestleya laevigata (L.) Druce
- Priestleya latifolia Benth.
- Priestleya leiocarpa Eckl. & Zeyh.
- Priestleya myrtifolia (Thunb.) DC.
- Priestleya sericea (L.) E.Mey.
- Priestleya teres (Thunb.) DC.
- Priestleya thunbergii Benth.
- Priestleya tomentosa (L.) Druce
- Priestleya umbellifera (Thunb.) DC.
- Priestleya vestita (Thunb.) DC.